# MediaOne
MediaOne（メディアワン）は、かつてコーレルが開発、販売していたデジタル写真管理ソフトウェアである。現在は販売されていない。
MediaOneには有料版と無料版が存在していた。有料版は無料版にいろんな機能が付加されたものである。

## 主な機能
無料版と有料版共通
整理
写真や動画をサムネイル表示し、整理をすることが可能。パソコン全てのドライブを検索するのではなく、好きなフォルダを選択させる仕組みである。またCorel photo Downlorderが付属しており、ゼロダウンロード(繋げただけでPCに画像を転送する機能)が可能である。
加工
自動修正、赤目修正などの簡単な機能が付属しており、無料版でも加工が可能である。
印刷
複数毎の写真をアルバム風にレイアウトして印刷することも可能である。
スライドショー
動画と静止画を混在したスライドショーを作成することが出来、スナップファイヤーショーとして他人にメールで送ることも可能である。(相手にsnapfireが入っていなければ再生できないが無料である。)
有料版のみ
バックアップ
写真や動画をDVDやCDにライティングする機能が追加されている。また、スライドショー作成機能で作成した動画をDVD-Videoにする機能も付加されている。
メイクオーバーツール
Corel Paint Shop Proについている機能で、人の肌を綺麗に見せる機能。ゴミ取りツール(カメラのホコリ取り)などにも使える。